# Abkhazes
Cet article concerne le peuple abkhaze. Pour la langue abkhaze, voir Abkhaze.
Les Abkhazes (en abkhaze : Аԥсуаа) sont un groupe ethnique caucasien, habitant principalement en Abkhazie, un État du Caucase situé au bord de la mer Noire entre la Russie et la Géorgie. Une grande diaspora abkhaze habite en Turquie, qui sont des descendants d'Abkhazes qui ont émigré de l’Abkhazie à la fin du XIXe siècle. Beaucoup vivent également dans d'autres pays de l'ancienne Union soviétique, comme la Russie et l'Ukraine.

## Origines
La langue abkhaze appartient au groupe caucasien du nord-ouest de langues qui est distinct de la famille des langues kartvéliennes. Cependant, l'opinion savante occidentale s'accorde à dire que le peuple autochtone d'Abkhazie a été directement lié à la tribu des Hénioques, qui a vécu le long des rivages du nord-est de la Mer Noire, sur les pentes méridionales des montagnes du Caucase, au sein du royaume de Colchide.

## Religion
La religion principale des Abkhazes habitant en Abkhazie est le christianisme orthodoxe. Selon le professeur Lang, l'évangélisation par sainte Nino a inclus les royaumes géorgiens occidentaux de Lazique, de Colchide et d'Abkhazie. Plus tard, à la suite de l’invasion ottomane au XVe siècle de l’Abkhazie, beaucoup de personnes sont devenues musulmanes. Beaucoup d'Abkhazes qui étaient des musulmans ont émigré au XIXe siècle dans l'empire ottoman.

## Histoire

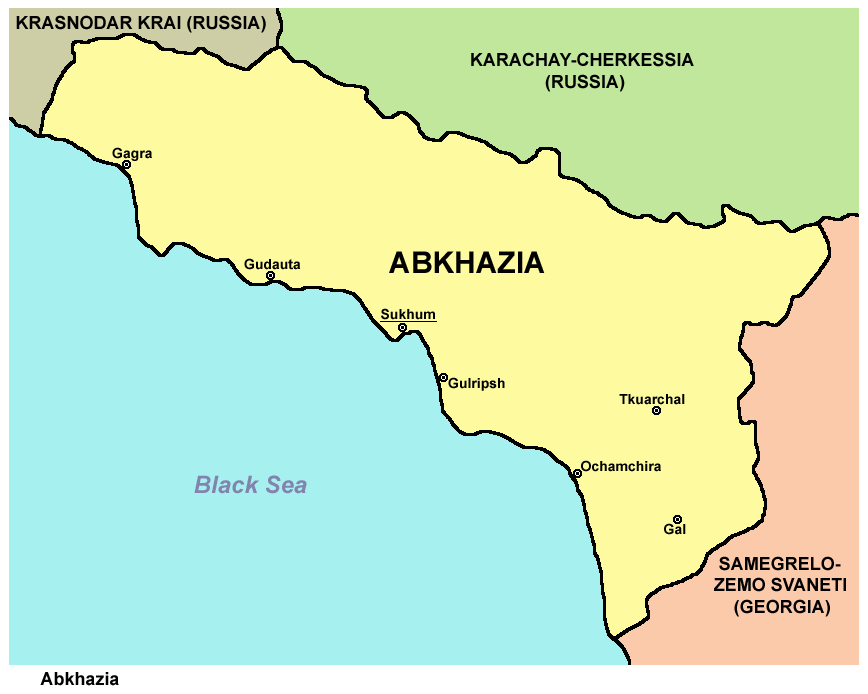
Carte de l'Abkhazie.

Un royaume abkhaze a coexisté avec le royaume des Kartvèles entre les années 780 et 1008. L'Abkhazie et les royaumes géorgiens ont été par la suite unifiés au sein du royaume de Géorgie dès le début du XIe siècle.
Dans les années 1860, l’Abkhazie a été annexée par l'empire russe, à un moment où la Géorgie s'était désagrégée en divers royaumes et principautés locales. Pendant cette période et aussi par la suite, une partie significative de la population abkhaze (qui admet un mélange de croyance islamique, chrétienne et païenne) a été expulsée ou déplacée vers l'empire ottoman.
Après la révolution de 1917, l’Abkhazie s'est trouvée occupée par la République démocratique de Géorgie, mais a été conquise par l'Armée rouge peu après. Ensuite elle entre dans l'Union soviétique, parallèlement à une république souveraine, dans la composition de ce qui s'est appelée la fédération transcaucasienne, statut confirmé en 1925 dans la nouvelle constitution de l’Abkhazie. Ce statut, cependant, a été réduit en 1931 à une république socialiste soviétique autonome, au sein de la république socialiste soviétique de Géorgie. Pendant la période soviétique (particulièrement sous Staline), l’Abkhazie a subi une « géorgification », et les Abkhazes ont subi la discrimination. Lavrenty Beria, à la tête du parti communiste géorgien en 1930, a joué un rôle actif en mettant en application cette politique. En conséquence, la population des Abkhazes a brusquement changé durant les deux générations suivantes.
En 1989, le nombre d'Abkhazes était d'environ 93 000 (18 % de la population de la république), alors que la population géorgienne était de 240 000 (45 %). Le nombre d'Arméniens (15 % de la population entière) et de Russes (14 %) a également sensiblement augmenté. En 1993, la majorité de la population ethniquement géorgienne a été expulsée d'Abkhazie. Ainsi, depuis cette année-là, l'Abkhazie forme une pluralité ethnique faite de 45 % d'Abkhazes, les Russes, les Arméniens, les Géorgiens, les Grecs et les Juifs composant la plupart du reste de la population. Sur un total d'environ 200 000 Abkhazes, 150 000 vivent en Abkhazie. La population totale de l'Abkhazie est estimée à 340 000 personnes ; cependant, les recensements de population sont contestés.